# Gekko palmatus
Gekko palmatus är en ödleart som beskrevs av  George Albert Boulenger 1907. Gekko palmatus ingår i släktet Gekko och familjen geckoödlor. Inga underarter finns listade i Catalogue of Life.